# Paralimnophila setulicornis
Paralimnophila setulicornis är en tvåvingeart som först beskrevs av Alexander 1928.  Paralimnophila setulicornis ingår i släktet Paralimnophila och familjen småharkrankar. Inga underarter finns listade i Catalogue of Life.